# Attaher Maïga
Pour les articles homonymes, voir Maïga.
Attaher Maïga, né en 1924 à Baria (Mali) et décédé en 1985 dans un accident d'avion, est un homme politique malien.

## Biographie
Attaher Maïga est élu député de Ségou à l'indépendance du Mali (1960) et nommé président de la commission Finances de l'Assemblée nationale. Il est nommé sous le président Modibo Kéïta ministre des Finances (1959-1966) et ministre du Commerce (1966-1968). Lors du coup d'Etat de 1968, il est emprisonné et mis en détention jusqu'en 1975. Il prend sa retraite politique en 1977.
Il est le père de Mariama Suzanne Maïga et Keïta Aminata Maïga.